# تيلوكيت المركز (نيك تقديمت)
تيلوكيت المركز هو دُوَّار يقع بجماعة تيلوكيت، إقليم أزيلال، جهة بني ملال خنيفرة في المملكة المغربية. ينتمي الدوّار لمشيخة نيك تقديمت التي تضم 9 دواوير. يقدر عدد سكانه بـ 1986 نسمة حسب الإحصاء الرسمي للسكان والسكنى لسنة 2004.

## روابط خارجية
- البوابة الوطنية للجماعات الترابية نسخة محفوظة 12 مارس 2018 على موقع واي باك مشين.
- المندوبية السامية للتخطيط